# Mazirat
 Mazirat  es una población y comuna francesa, situada en la región de Auvernia, departamento de Allier, en el distrito de Montluçon y cantón de Marcillat-en-Combraille.

## Demografía
| 450 | 400 | 320 | 297 | 301 | 267 |
| Para los censos de 1962 a 1999 la población legal corresponde a la población sin duplicidades (Fuente: INSEE [Consultar]) |     |     |     |     |     |